# Pier Candido Decembrio
Pier Candido Decembrio (Petrus Candidus Decembrius, Pietro Candido Decembrio) (* Pavia, 24 de Outubro de 1399 - † Milão, 12 de Novembro de 1477), foi humanista, literato, poeta, diplomata, biógrafo, político, secretário dos papas Nicolau V e Pio II e historiador italiano.  Renomado autor renascentista italiano, era filho do humanista Uberto Decembrio (1350-1427) e irmão de Angelus Camillus Decembrius (1415-1465).  Foi um dos responsáveis pela redescoberta da literatura antiga.

## Biografia
Recebeu esse nome em homenagem a Pietro Candido Filargi da Candia, primeiro empregador de seu pai. Foi aluno do amigo de seu pai e helenista Manuel Crisoloras (1355-1415) em Florença.  Em 1419, tornou-se secretário de Filippo Maria Visconti, Duque de Milão, cargo que exerceu durante quase trinta anos, continuando na função de secretário da República Ambrosiana (1447-1450) depois da morte do duque.  Quando Francesco Sforza chegou ao poder, Decembrio perdeu a sua posição.  Ele então encontrou trabalho na chancelaria do papa Nicolau V, mas com diversos outros humanistas, deixou o cargo depois de ascensão do Papa Calixto III e viajou para a corte napolitana de Alfonso de Aragão, O Grande (1396-1458).  Depois da morte de Alfonso em 1458, retornou para Roma como secretário do Papa Pio II e depois para Milão em 1460. Em 1466 foi-lhe concedida uma pensão pelo Duque de Ferrara. Em 1459 reconcilia-se com o duque Francesco Sforza, e retorna a Milão. Entre 1466 e 1474 vai para Ferrara trabalhar na corte de Borso d'Este (1413-1471).  Quando retorna definitivamente a Milão, uma doença o surpreende e põe fim à sua vida em 12 de novembro de 1477, sendo sepultado na Basílica de Santo Ambrósio.

## Trajetória profissional
Por volta de agosto ou setembro de 1447 escreveu uma biografia de Filippo Maria Visconti, quando se encontrava, na ocasião, em Ferrara, na corte de Leonello d'Este, com o objetivo de atuar como diplomata para um tratado de paz entre Milão e Veneza por ocasião das guerras recentes, até a morte de Filippo.  Decembrio envolveu-se foi protagonista do palco revolucionário que ocorreu em Milão, cujos acontecimentos resultaram na criação da República Ambrosiana, porém, ele concluiu a biografia de Visconti por volta de setembro de 1447, enviando-o para Leonello para revisão.
Decembrio tornou-se secretário de Filippo, sucedendo a Marziano da Tortona (1370-1425), num processo um tanto obscuro.  Com a morte de Filippo, tornou-se figura de liderança durante a nova república, mas pagou alto preço, quando Francesco Sforza conquistou a cidade em 1450.  Decembrio perfilou-se ao lado dos defensores, e concluída a tomada da cidade, foi banido pelo resto da sua vida.  
Decembrio ficou conhecido devido aos inúmeros manuscritos que lhe sobreviveram.  As notas em sua sepultura descrevem 127 escritos, dentre ela as biografias de Filippo Maria Visconti, de Francesco Sforza e de Niccolò Piccinino, opositor de Francesco Sforza.  Foi autor também da vida de Francesco Petrarca (1304-1374), além de muitas traduções do latim para o grego, dentre elas a Ilíada de Homero e a República de Platão, além de Diodoro da Sicília, Xenofonte e Aristóteles.  Muitas das suas obras ainda exibem a condição de não editadas.

## Obras
- Vidas dos duques Filippo Maria Visconti[1] e Francesco Sforza em versos hexâmetros.
- De genitura hominis (1474).
- Compendio di Storia Romana.
- Traduziu do grego partes da Ilíada e da Eneida.
- Ciropédia de Xenofonte (tradução).
- Vidas Paralelas de Plutarco
- História romana de Appianus de Alexandria
- República de Platão (versão em Latim)
- Comentários de Júlio César
- Historiae Alexandri Magni Macedonis de Quinto Curzio Rufo.
- A Primeira Década de Tito Lívio.
- Bestiarium
- Rerum Italicarum scriptores, Petri Candidi Decembri Opuscula historica (editada por Giosué Carducci).

## Decembrio, família de eruditos
- Uberto Decembrio (1350-1427), pai de Pietrus Candidus, foi humanista e secretário de Filippo Maria Visconti, Duque de Milão.
- Pietrus Candidus Decembrius, filho de Uberto (1350-1427), secretário e diplomata do Filippo Maria Visconti (1392-1447)[1], duque de Milão.
- Angelo Camillo Decembrio (1415-1465), filho de Uberto e irmão de Petrus Candidus.  Foi autor da obra: De Politeia Litteria (Da Política literária).  Passou algum tempo em Milão e Ferrara, antes de deixar Nápolis (1450), e partiu para a Espanha (após 1458).